# Вид, Вернер
Вернер Вид (нем. Werner Wied; 28 августа 1917, Эрндтебрюк, Пруссия — 26 июня 2011, Кройцталь, Северный Рейн-Вестфалия) — немецкий учитель гимназии и краевед. Исследовал и публиковал материалы по региональной истории Виттгенштайна.

## Биография и краеведческая деятельность
Вернер Вид родился 28 августа 1917 года в Эрндтебрюкке в семье машиниста локомотива Генриха Вида и его жены Луизы, урождённой Фёлькель. После окончания начальной школы в Эрндтебрюкке он поступил в гимназию Хильхенбаха, которую окончил в марте 1936 года. После двух лет обучения в Вайльбурге он сдал свой первый преподавательский экзамен и затем был принят на работу в начальную школу в Дуйсбурге Рейнской области. Когда началась война, его призвали на военную службу. После окончания войны он был переведен по работе в Бад-Мергентхайм. С 1947 года Вид переехал в Эрндтебрюкк и преподавал сначала в Вайденхаузене, а затем, после сдачи второго педагогического экзамена, в начальной школе Бенфе. Благодаря дальнейшим курсам он приобрёл квалификацию преподавателя реального училища и осенью 1952 года стал учителем средней школы в Нойштадт-ам-Рюбенберге в Нижней Саксонии; С 1961 года он перешел в муниципальное реальное училище в Кройцтале, где прослужил ещё 20 лет до выхода на пенсию.
Особой страстью Вида была региональная история Виттгенштайна, в которую он внёс значительный вклад, написав историю школ Виттгенштайна еще в 1938 году и защитив диссертацию в Педагогическом университете в Вайльбурге. Работа была опубликована только в 1992 году. Изучение источников и глубокое знание содержимого двух княжеских архивов в Бад-Ласфе и Бад-Берлебурге позволили ему опубликовать и внести существенный вклад в большое количество работ по региональной, социальной, экономической и церковной истории Виттгенштайна. Для ряда работ, посвящённых сельским поселениям региона Виттгенштайн он являлся либо инициатором, либо автором, или редактором.
С 1963 по 1990 год он был вторым редактором и членом правления Краеведческого общества Виттгенштайна (Wittgensteiner Heimatverein) и отвечал за публикацию периодического издания общества под названием «Виттгенштайн, страницы Краеведческого общества Виттгенштайн», в которых он опубликовал множество статей. Вернер Вид также был активным членом расширенного правления «Зигерландского исторического общества» с 1971 по 1980 год и являлся официальным связующим звеном между двумя обществами.
Вернер Вид умер 26 июня 2011 года в возрасте 93 лет.

## Семья
Вернер Вид женился на Марго Дангельмайер в Бад-Мергентхайме в 1945 году. В браке родились двое сыновей и дочь.

## Награды
- 1975 год: орден «За заслуги перед Федеративной Республикой Германия».

## Публикации Вернера Вида (выборка)
- Werner Wied (Hrsg.) Die Feudinger Höfe. Ein Dorfbuch der Ortschaften des oberen Lahntals: Amtshausen, Bermershausen, Glashütte (Bad Laasphe), Großenbach (Bad Laasphe), Heiligenborn (Bad Laasphe), Holzhausen (Bad Laasphe), Oberndorf (Bad Laasphe), Lindenfeld, Rückershausen (Bad Laasphe), Steinbach (Bad Laasphe), Volkholz (Bad Laasphe), Weide (Bad Laasphe), Welschengeheu. Bad Laasphe, 1991. (нем.)
- Werner Wied, Gerhard Hippenstiel (Hrsg.): Wittgenstein. Bd. 3, Bad Laasphe, 1984. (нем.)
- Werner Wied (Hrsg.): Puderbach (Bad Laasphe) im Wittgensteiner Land, Laasphe, 1983. (нем.)
- Werner Wied (Hrsg.): Rinthe – Ein Dorf in Wittgenstein. Rinthe, 1982. (нем.)
- Werner Wied (Hrsg.): Erndtebrück, ein Heimatbuch des obersten Edertales, Bd. I und II, Erndtebrück, 1977. (нем.)
- Werner Wied, Eberhard Bauer (Heimatforscher) (Hrsg.): Schameder – ein Dorf in Vergangenheit und Gegenwart. Schameder, 1972. (нем.)
- Werner Wied (Hrsg.): Feudingen 1218–1968. Ein Wittgensteiner Dorfbuch. Feudingen, 1968. (нем.)
- Werner Wied, Wilhelm Hartnack, Eberhard Bauer (Hrsg.): Die Berleburger Chroniken des Georg Cornelius Antonius Crawelinus und Johann Daniel Scheffer. Laasphe, 1964. (нем.)
- Werner Wied: Die Waldgenossenschaft Erndtebrück 1855–1980. Selbstverlag der Waldgenossenschaft Erndtebrück. Erndtebrück 1980. (нем.)
- Werner Wied: Die Geschichte des Banfetales vom Mittelalter bis zum Beginn der Neuzeit. In: Heimatbuch Banfetal, Banfe, 1987, S. 58–126. (нем.)
- Werner Wied: Berleburg und seine Bürger in den ältesten Renteirechnungen aus der ersten Hälfte des 16. Jahrhunderts. In: Wittgenstein, Bd. 86 (1996), S. 91–104. (нем.)